# Орское восстание
Орское восстание — крестьянское восстание, вспыхнувшее в Орском уезде и частично соседней Башкирии, направленное против большевистской власти. Главной причиной восстания стала деятельность продотрядов и продразвёрстка. 

## События
18 ноября 1920 года начались волнения в селе Чукари-Ивановка. По воспоминаниям поводом послужило крайне высокомерное, наглое и грубое поведение продотрядовцев. Причиной послужил конфликт, возникший между бывшим старшим унтер-офицером Корнилом Крыгиным и уполномоченным земельного и налогового комитета волости Фёдором Медведевым.
За неправильное проведение хлебной развёрстки 17 продармейцев обезоружили и арестовали. Позже по решению созданной в селе следственной комиссии продотрядовцев расстреляли.
Восстание перекинулось на другие хутора и сёла, соседние волости, а также территорию соседней Башкирии.
26 ноября восстало село Сара-Петропавловское. Саринцы разоружили волисполком, рабочих коммуны «Красная Заря» и местных коммунистов. Захватили станции Сара и Блява, разобрали железнодорожный путь, срубили телеграфные столбы. На следующий день их выступление было подавлено под Ново-Покровкой кавалерийскими частями Красной Армии.
В январе 1921 года движение повстанцев продолжалось в хуторе Сарбай и окрестностях Преображенска. Основные их силы были сосредоточены в селе Петровка. Для подавления восстания из Преображенска был направлен отряд красноармейцев, позже подошла артиллерия. Повстанцы были разбиты. С 21 декабря 1920 г. по 10 января 1921 г. в Преображенске выездной сессией реввоентрибунала приговорено к расстрелу 88 человек, к лишению свободы сроком от 5 до 20 лет – 87, условно – 175, оправдано – 58, освобождено – 40.
Вскоре, в результате восстаний, вспыхнувших во многих районах страны, продразвёрстка в советской России была отменена и крестьянское движение в Орском крае сошло на нет.